# Christoffer Svanberg
Christoffer Svanberg, född 3 juli 1792, död 1 april 1836 i Linköpings församling, Östergötlands län, var en svensk skådespelare och teaterdirektör. Han var ledare för sitt eget teatersällskap.  

## Biografi
Christoffer Svanberg var son till bagarmästaren Jacob Svanberg i Göteborg och Maria Christina Öhlander. Han engagerades vid Djurgårdsteatern 1804. Han gifte sig 24 juli 1815 med Christina Margareta Cederberg, änka efter Isaac de Broen. Han bildade sedan sitt eget teatersällskap. Hans teatersällskap tillhörde de mest välkända under sin tid och var "så i konstnärligt som socialt hänseende mycket väl renommeradt".  Han överlät 1833 sitt teatersällskap på sin frus måg Pierre Deland, men fortsatte att uppträda i detta.